# Battle of Wits
Battle of Wits (墨攻T, 墨攻S, Mò gōngP) è un film del 2006 diretto da Jacob Cheung.
Il soggetto è basato sul manga Bokkō di Hideki Mori e sull'omonimo romanzo di Ken'ichi Sakemi. In lingua italiana è stato trasmesso su Rai 4 il 31 ottobre 2016.

## Trama
Nella Cina del 370 a.C., durante il periodo dei regni combattenti, il Moista Ge Li interviene in aiuto della città-stato di Liang, assediata dell'esercito dello stato di Zhao che ha intenzione di attaccare lo stato di Yan ma che ha appunto l'ostacolo di Liang sul proprio cammino. Nonostante il re di Liang abbia intenzione di trattare la pace con gli invasori, Ge Li sfida l'esercito nemico incitando i difensori della città a resistere.
Con una brillante strategia difensiva e alcune sortite riesce a respingere i nemici di Zhao, superiori di numero, guadagnandosi la stima del popolo che lo vede come un eroe. Tuttavia la sua crescente popolarità preoccupa il re che, sentendo minacciato il suo potere, decide di eliminare Ge Li con false accuse di tradimento. Il moista riesce a fuggire dalla città con l'aiuto del principe, che rimane però ucciso tragicamente. Questo provoca la rabbia del sovrano che fa uccidere tutti i sostenitori di Ge.
Durante l'esilio di Ge Li, l'esercito di Zhao torna a Liang e, con un attacco a sorpresa, riesce a entrare in città e a catturare il re. Il moista torna quindi a salvare Liang con i soldati sopravvissuti: mentre lui ingaggia un duello con il generale di Zhao, desideroso di rivincita, i suoi uomini sconfiggono le truppe nemiche. Battuto, il generale di Zhao viene giustiziato.
Dopo il conflitto, Ge Li abbandona la città con alcuni orfani, promuovendo la pace tra i regni devastati dalla guerra.